# 溫健儀
溫健儀（WAN Kin Yee，1975年7月20日—）是前香港田徑運動員，亦有香港「女飛人」之稱，個人獨攬100米、200米、400米、400米欄及4X100米的香港紀錄，同時也是跳遠的香港紀錄保持者。她在2010年亞運會後退役，目前擔任港大同學會書院田徑教練。

## 簡歷
溫健儀自小便喜歡體育運動，小學四年級在學校陸運會的60米賽跑比賽中，奪得了人生第一枚短跑金牌。由於經常比同校的男生跑得快，勝利的滿足感鼓勵她不斷練習短跑。中學時期就讀於德蘭中學，中三時為了跟隨教練余力而轉校往赤柱聖士提反書院；14歲已開始代表香港參加田徑賽事。
儘管溫健儀在香港田徑的短跑項目多年來獨領風騷，保持多項短跑的香港紀錄，但她參加國際多項運動會的經歷卻不太順利。1999年，她在練跑時弄傷左膝，但為了搏取2000年悉尼奧運的參賽資格，一直拖延動手術時間，可惜最終仍未能達標。她於2001年1月接受手術，同年6月恢復訓練，卻又錯過了參與2001年的大阪東亞運。本來，她已成功達到2002年釜山亞運的參賽標準，但卻又拉傷了後腿肌肉，再一次錯過參賽機會。
經歷多番挫折，溫健儀終在2005年東亞運動會成功代表香港出賽，她先在個人的女子200米賽跑奪得銅牌，後率領陳皓怡、梁淑華及彭學敏，奪得女子4x100米接力賽的銅牌；這是她第一次取得國際多項運動會的獎牌。賽後，其時已屆30歲的她已計劃在退役後，跟丈夫畢國偉一樣擔任全職田徑教練。
2008年，九度獲香港業餘田徑總會選為「最佳女運動員」的溫健儀，獲總會提名以「外卡」身份參戰北京奧運，一圓個人的「奧運夢」，首次參加奧林匹克運動會。最後，她在女子100米跑預賽中，以12秒37完成賽事。
2009年，溫健儀再次出戰東亞運動會短跑賽事，聯同許文玲、梁巧詩及陳皓怡，奪得女子4x100米接力賽的銅牌，成功在兩屆的東亞運奪得獎牌。
2010年，已屆35歲的溫健儀在10月舉行的香港田徑聯賽100米跑決賽中，跑出了12秒285，比小將梁巧詩還要快出0.003秒，再次榮膺「香港女飛人」，同年亦以11秒95的成績蟬聯女子100米年終第一排名。同年11月，她再度代表香港出戰廣州亞運，並視這次的亞運會為自己最後一次參加的大賽。她在女子4x100米接力賽初賽負責第三棒，成功帶領一眾小師妹陳皓怡、梁巧詩及林安琪以47秒23晉身決賽；可惜，她在賽事期間不慎拉傷右臀大肌，不能在決賽再次上陣，第三棒的位置也只好由許文玲代替。未能如願完成賽事的她表示：「以傷做終結，又可惜，又遺憾。」亞運會後，溫健儀正式告別運動員生涯，並與畢國偉結婚，目前擔任港大同學會書院田徑教練。

## 個人最佳成績
- 女子100米：

11秒73 （香港紀錄）
比賽日期：1999年5月29日，地點：臺灣高雄
- 女子200米：

23秒79 （香港紀錄）
比賽日期：1999年5月16日，地點：中國西安
- 女子400米：

55秒03 （香港紀錄）
比賽日期：1999年3月2日，地點：中國珠海
- 女子4 X 100米

45秒71 （香港紀錄）
比賽日期：2009年12月13日，地點：香港
隊伍成員：許文玲、梁巧詩、陳皓怡
- 女子400米欄：

1分01秒04 （香港紀錄）
比賽日期：1997年5月17日，地點：韓國釜山
- 女子跳遠：

6.05米 （香港紀錄）
比賽日期：1999年3月28日，地點：香港

## 主要比賽成績
- 1996年：馬來西亞田徑公開賽 女子200米 亞軍
- 1999年：全國田徑大獎賽 女子200米 季軍
- 2005年：屈臣氏蒸餾水田徑之王錦標賽 女子組 總冠軍
- 2005年：澳門東亞運 女子200米、女子4x100米 銅牌[1]
- 2009年：香港東亞運 女子4x100米 銅牌

## 個人榮譽
- 1996、1997、1998、1999、2001、2003、2005、2006、2007年（九度當選）：

香港業餘田徑總會「全年最佳運動員－女子成年組」

## 外部連結
- 香港業餘田徑總會 香港紀錄[永久]
- 中國香港體育協會暨奧林匹克委員會 運動員資料 - 溫健儀

- 溫健儀在的頁面